# Erwin Planck
Erwin Planck, född 12 mars 1893 i Berlin-Charlottenburg, död 23 januari 1945 i Plötzenseefängelset i Berlin, var en tysk jurist och motståndskämpe, son till fysikern och nobelpristagaren Max Planck. Erwin Planck avrättades för att ha deltagit i förberedelserna inför 20 juli-attentatet mot Adolf Hitler år 1944.